# Titularbistum Garba
Das Bistum Garba (italienisch diocesi di Garba, lateinisch Dioecesis Garbensis) ist ein Titularbistum der römisch-katholischen Kirche. 
Das Bistum Garba war in Numidien angesiedelt, einer historischen Landschaft in Nordafrika, die weite Teile der heutigen Staaten Tunesien und Algerien umfasst. Die Stadt Garba ist identifizierbar mit den Ruinen von Aïn-Garb im heutigen Algerien.
| Titularerzbischöfe von Garba |                           |                                                    |                    |                   |
| Nr.                          | Name                      | Amt                                                | von                | bis               |
| 1                            | Paul-Marie Molin MAfr     | Apostolischer Vikar von Bamako (Mali)              | 2. Juli 1928       | 17. August 1967   |
| 2                            | Paulo de Tarso Campos     | emeritierter Erzbischof von Campinas (Brasilien)   | 19. September 1968 | 2. März 1970      |
| 3                            | Émile Biayenda            | Koadjutorbischof von Brazzaville (Kongo)           | 7. März 1970       | 14. Juni 1971     |
| 4                            | Hernando Velásquez Lotero | Weihbischof in Popayán (Kolumbien)                 | 10. Dezember 1971  | 27. April 1973    |
| 5                            | Gérard Dionne             | Weihbischof in Sault Sainte Marie (Kanada)         | 29. Januar 1975    | 23. November 1983 |
| 6                            | Robert William Donnelly   | Weihbischof in Toledo (USA)                        | 14. März 1984      | 21. Juli 2014     |
| 7                            | Mark Edwards OMI          | Weihbischof in Melbourne (Australien)              | 7. November 2014   | 26. Mai 2020      |
| 8                            | Luis Manuel López Alfaro  | Weihbischof in San Cristóbal de Las Casas (Mexiko) | 6. Juni 2020       | 9. April 2025     |
| 9                            | Nélio Pereira Pita CM     | Weihbischof in Braga (Portugal)                    | 6. Juni 2025       |                   |